# Juan José Aizcorbe Torra
Juan José Aizcorbe Torra (Barcelona, 9 de juliol de 1959) és un advocat, polític i administrador concursal català membre del partit polític Vox i cap de llista per Barcelona a les Eleccions generals al Congrés de juliol de 2023.

## Biografia
Va néixer a Barcelona passar la seva infància i joventut a Sant Sebastià, Leitza i Barcelona. Va estudiar als Escolapis de Tolosa i posteriorment al col·legi Salesià de Sarrià a la Ciutat Comtal i a l'Institut Ausias March.
Es va llicenciar en Dret per la Universitat de Barcelona i va completar els seus estudis amb un màster en direcció de RRHH i organització d'empresa per la Business & Marketing School-ESIC de Madrid. Ha desenvolupat la seva trajectòria professional durant tres dècades en el camp de l'advocacia tant com lletrat de l'Il·lustre Col·legi de l'Advocacia de Barcelona a l'àmbit privat, amb despatxos a Barcelona ("Base Concursal SLP") i Madrid ("Milans del Bosch Abogados"), assessorant empreses. Va ser director general i conseller delegat del Grup Intereconomia. Ha format part del Consell d'Administració de nombroses mercantils (Societat Gestora de Televisió NET TV S.A, Grup Negocis i Publicacions S.L., diverses del Grup Ercros, etc). També ha format part del patronat de fundacions sense ànim lucratiu (Secretari del patronat "Fundación Concordia" amb Aleix Vidal-Quadras).
Als anys 80 juntament amb el lletrat Esteban Gómez Rovira va interposar diversos recursos contra les lleis de política lingüística a Catalunya.
El 1982 es va presentar com a número quatre a les llistes de Fuerza Nueva, partit fundat per Blas Piñar, a les eleccions generals. El 1989 va tornar a concórrer en altres llistes electorals, en aquesta ocasió pel partit Front Nacional, partit creat per Blas Piñar per concórrer a les eleccions europees. També va ser dirigent del partit polític Juntas Españolas a Barcelona, del qual va dimitir el 1992 al propugnar la via de la dreta nacional i democràtica.
El 1995 es vincula al Partit Popular de la mà d'Aleix Vidal-Quadras dirigint el departament d'Estudis i Programes, sent candidat a dirigir el PP a Barcelona l'any 1997, i no resulta elegit. Va liderar l'any 1998 el Partit Demòcrata Espanyol (PADE) a Catalunya, juntament amb l'exsecretari general d'Aliança Popular (després Partit Popular) Juan Ramón Calero.
D'ençà el 2019 és membre del partit polític Vox. A les eleccions generals d'abril de 2019 va concórrer segon per la llista que el partit va presentar a Barcelona al congrés dels diputats espanyol; no va obtenir representació parlamentària, ja que la formació només va aconseguir un escó. Aquest mateix any va encapçalar la llista del partit a les municipals del municipi de Pozuelo de Alarcón (Comunitat de Madrid), on Vox va obtenir 4 de 25 regidors. A les eleccions generals del novembre del 2019, va abandonar el consistori municipal per repetir el segon lloc a la llista de Vox per Barcelona al congrés espanyol; resultant elegit diputat en aquesta ocasió.